# سوارلي
سوارلي أو هويدي سابقًا (بالكردية: Hevidi أو Siwarli‏) (بالتركية العثمانية: سوارلى أو هويدى)‏ هي بلدة كردية تتبع لمديرية بيسني في محافظة أديامان في تركيا. بلغ عدد سكانها 1927 نسمة في عام 2021.
كانت تُعرف البلدة باسم هويدي نسبة إلى سكانها قبيلة هويدان الكردية حتى عام 1856.